# Gozzio Battaglia
Pour les articles homonymes, voir Battaglia.
Gozzio Battaglia , né vers 1270 à Rimini en Émilie-Romagne, alors dans les États pontificaux et mort le  10 juin 1348 à Avignon, est un cardinal italien.

## Repères biographiques
Gozzio Battaglia est professeur de l'université de  Coimbra, praecentor à Carpentras et chanoine à Palencia, Burgos et Ravenne. En 1335 il est nommé patriarche latin de Constantinople. En 1338 il est nommé légat du pape Benoît  XII en Sicile, où il excommunie le roi Pedro d'Aragon et jette un interdit sur le royaume s'ils ne reconnaissent pas  Robert d'Anjou comme leur roi légitime.
Battaglia est créé cardinal par le pape Benoît XII lors du consistoire du 18 décembre 1338. Il est l'auteur du Tractatus de Varys et Virtutibus, adressé à Galeatto Malatesta.
Le cardinal Battaglia participe au conclave de 1342, au cours duquel Clément VI est élu.
Battaglia participae au conclave de 1342, au cours duquel Clément VI est élu.